# Tommy Davidsson
Tommy Davidsson, född 9 september 1952 i Stockholm, är en före detta svensk fotbollsspelare och fotbollstränare. Davidsson fostrades i Bagarmossens IS innan han tog steget över till Djurgårdens IF. Han debuterade i A-laget 1970 och tog en ordinarie plats som högerback 1973. Han spelade i Djurgården i tio år innan han varvade ner i Södertälje FF i dåvarande division fyra, totalt gjorde han drygt 350 A-lagsmatcher för Djurgården, varav 168 allsvenska matcher (noll mål). Han gjorde även 12 Juniorlandskamper samt 10 U21/U23-landskamper.
Efter spelarkarriären följde en lång karriär som fotbollstränare och ledare, främst på ungdomssidan. Först i Södertälje FF och därefter i tre år som ungdomstränare i Hammarby IF. Därefter följde de första seniortränaruppdragen som huvudtränare i Huddinge IF 1986–1987. Davidsson tog med sig en stomme av ungdomsspelare från Hammarby till Huddinge IF och laget vann division 4. Året därpå etablerade sig Huddinge IF i division 3 och slutade fyra i tabellen.  Davidsson flyttade därefter till Tyresö FF som huvudtränare 1988–1990. Under hans ledarskap tog laget steget upp till Division 1 Norra men åkte direkt ur igen. Därefter anslöt han åter till Hammarbys ungdomsorganisation innan han i januari 1993 befordrades till A-lagstränare och tog över efter Kenta Ohlsson. Laget vann första året Division 1 Norra och gick upp till Allsvenskan. Första året som allsvensk tränare slutade med en tolfteplats och negativt kval mot Kalmar FF som Hammarby vann. Laget vann även SM i "five-a-side". Året efter slutade laget på en trettonde plats och åkte ur Allsvenskan varpå Hammarby bytte huvudtränare.
Efter att ha lämnat Hammarbys a-lag lämnade Davidsson för en period fotbollen innan han 1997 åter klev in inom ungdomsfotbollen i Hammarby. Där jobbade han fram till 2002 när Hammarby tog över en serieplats i division IV Stockholm Mellersta från klubben "Pröpa SK", klubben bytte så småningom namn till Hammarby Talangfotbollsförening (HTFF) och Davidsson blev klubbens förste huvudtränare. Han ledde klubben i fyra år och tog den från division fyra till division två där de slutade som bäst sjua.
Efter tiden i Hammarby TFF övergick Davidsson till jobbet som instruktör på fotbollsgymnasiet i Tyresö innan han i juni 2008 återvände till Djurgårdens IF som chef för Ungdom och Ungdomsakademien, en roll han hade till sin pension i september 2017.